# Evangelický hřbitov „Na Groniczku“ ve Visle
Evangelický hřbitov „Na Groniczku” ve Visle (Cmentarz ewangelicki „Na Groniczku” w Wiśle) je luterský hřbitov ve Visle na Těšínsku v okrese Těšín ve Slezském vojvodství.

## Historie hřbitova
Založen byl roku 1819. Původně měl rozlohu kolem 3 tisíc m²; v průběhu historie byl však pětkrát rozšiřován. Nejstarším dochovaným náhrobkem na hřbitově je náhrobek pastora Michala Kupferschmida (†1867).
Roku 1948 byla na hřbitově vystavěna kaple podle projektu Wiesława Śliwky.

## Pohřbené osobnosti (výběr)
- Stanisław Hadyna, hudební skladatel
- Jan Sztwiertnia, hudební skladatel
- Karol Michejda, evangelický duchovní, teolog a historik
- Andrzej Wantuła, evangelický biskup
- Jan Śniegoń, evangelický učitel, komunální politik a osvětový pracovník

## Galerie

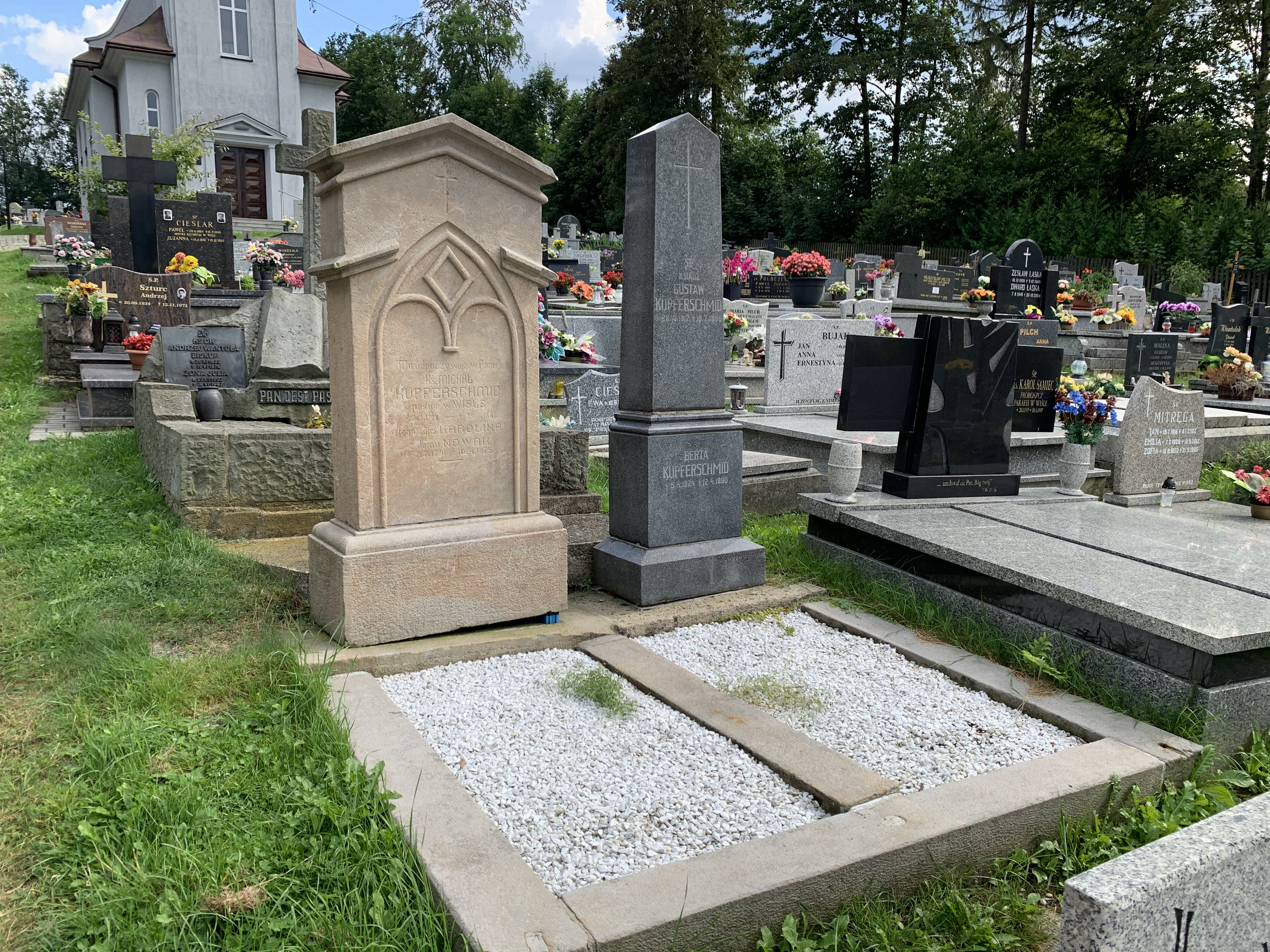
Náhrobek pastorů Michala Kupferschmida a Gustava Kupferschmida
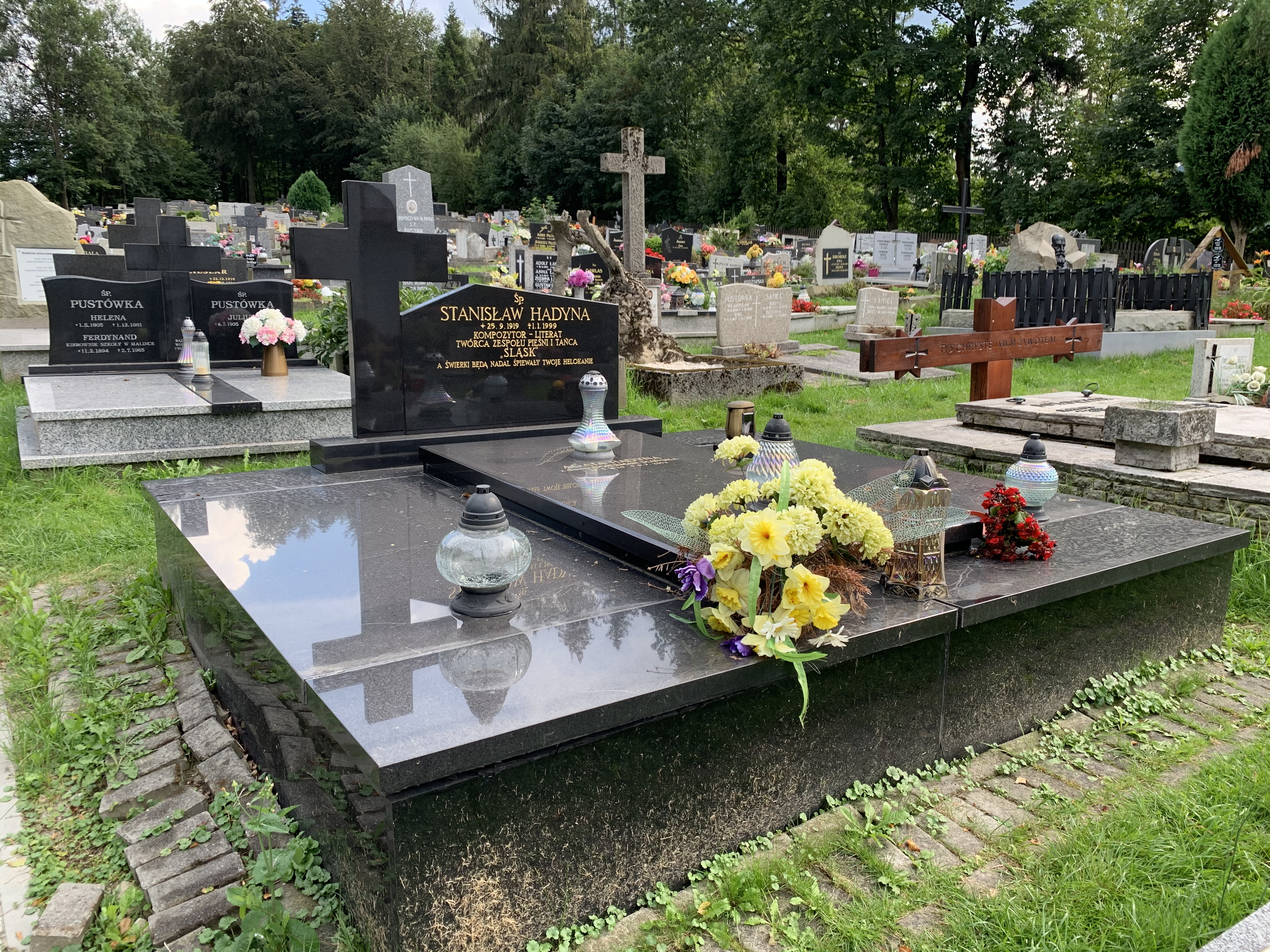
Náhrobek Stanisława Hadyny
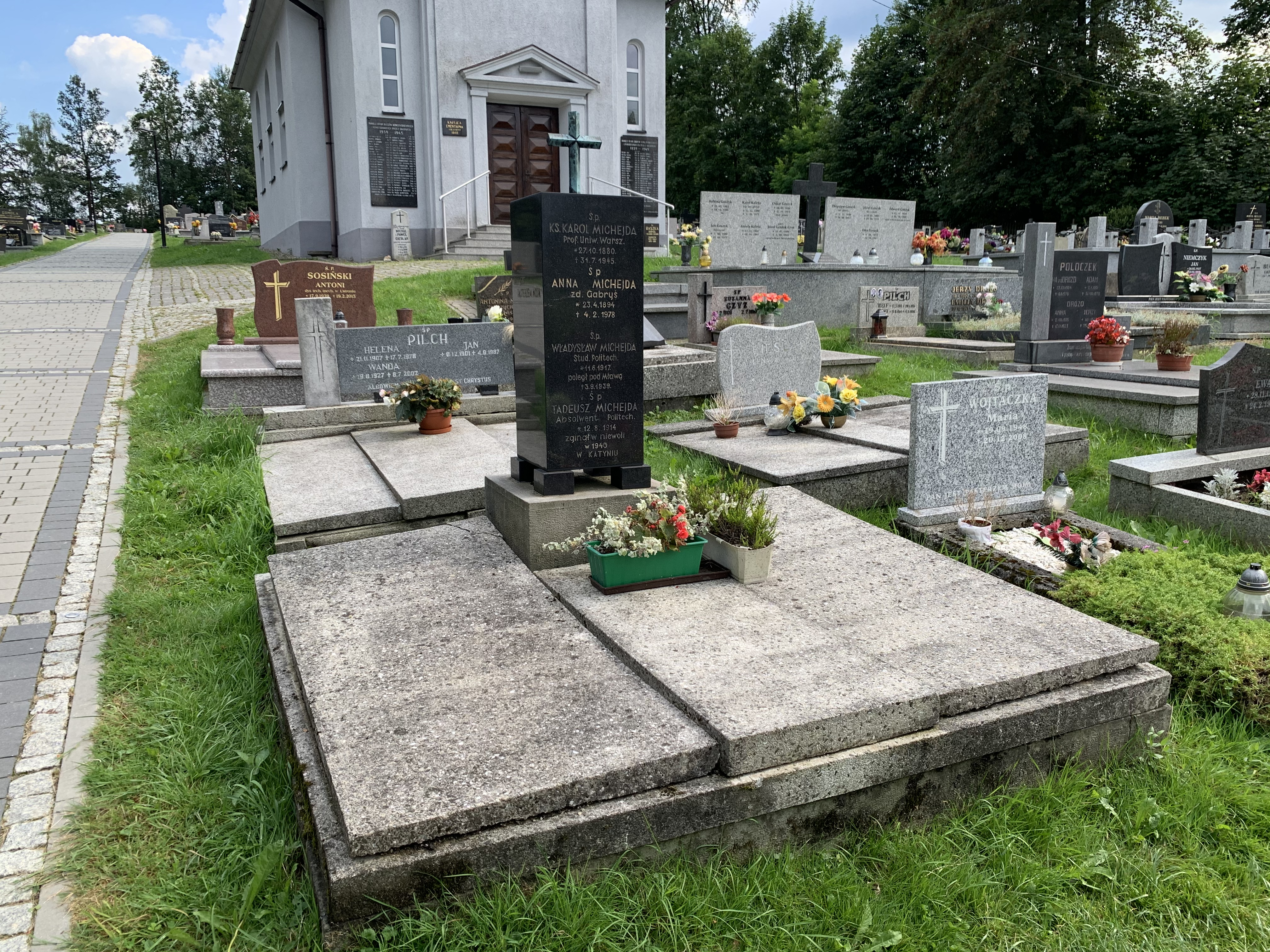
Náhrobek Karola Michejdy
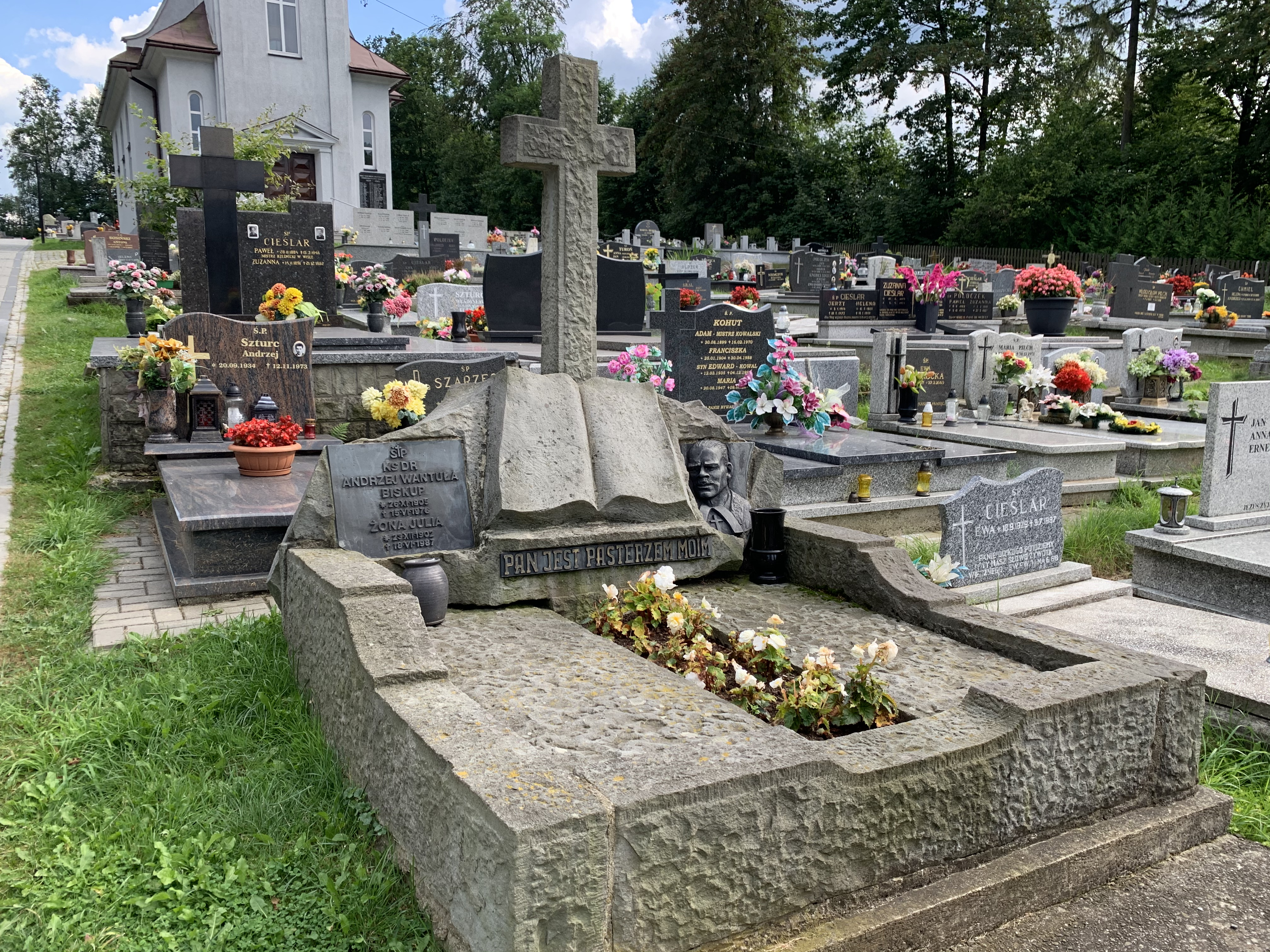
Náhrobek Andrzeje Wantuły
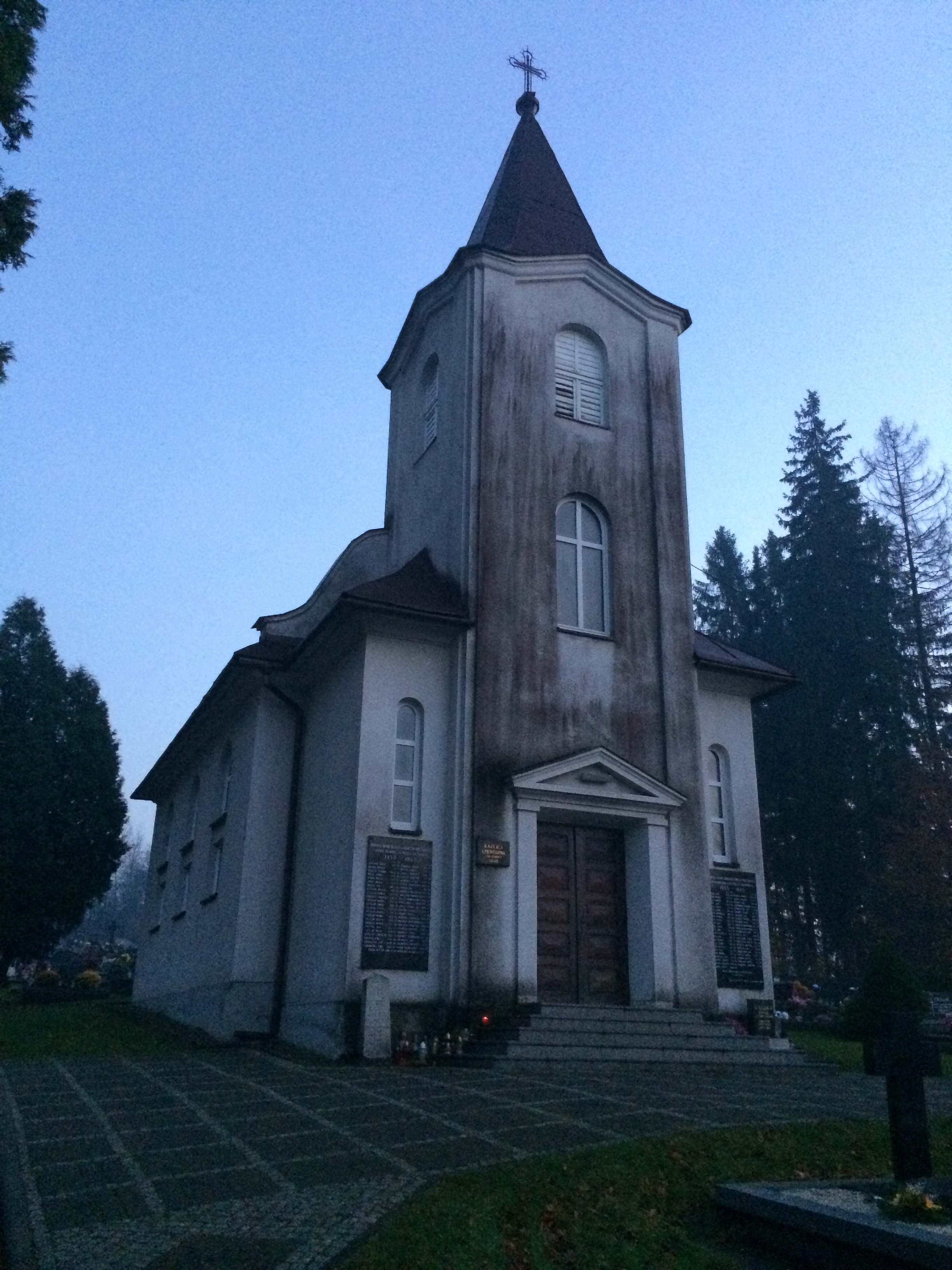
Hřbitovní kaple